# بيير ارين
بيير ارين (بالإنجليزية: Pierre Warren)‏ هو لاعب كرة القدم الكندية أمريكي، ولد في 16 أغسطس 1992 في مونتغومري في الولايات المتحدة.

## وصلات خارجية
- بيير ارين على موقع مرجع كرة القدم المحترفة.كوم (الإنجليزية)